# Ryńsk (gmina 1934–1954)
Ryńsk – dawna gmina wiejska istniejąca w latach 1934–1954. Siedzibą władz gminy był Ryńsk.
Gmina zbiorowa Ryńsk została utworzona 1 sierpnia 1934 roku w powiecie wąbrzeskim w woj. pomorskim z dotychczasowych jednostkowych gmin wiejskich Ludowice, Orzechowo, Orzechówko, Przydwórz, Ryńsk, Trzciano i Węgorzyn oraz z obszaru dworskiego Sosnówka.
Po wojnie gmina zachowała przynależność administracyjną. 6 lipca 1950 roku zmieniono nazwę woj. pomorskiego na bydgoskie. Według stanu z dnia 1 lipca 1952 roku gmina składała się z 7 gromad: Ludowice, Orzechowo, Orzechówko, Przydwórz, Ryńsk, Trzciano i Węgorzyn. Gmina została zniesiona 29 września 1954 roku wraz z reformą wprowadzającą gromady w miejsce gmin.